# Inundaciones en Afganistán y Pakistán de 2013

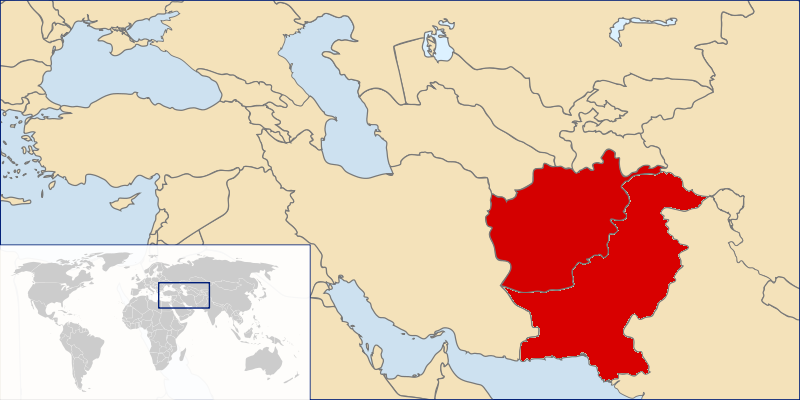
Ubicación de Afganistán y Pakistán.

En agosto de 2013, Pakistán y el este de Afganistán experimentaron fuertes lluvias que provocó inundaciones repentinas. Más de 180 murieron como consecuencia de las inundaciones.

## Antecedentes
Pakistán y el este de Afganistán son frecuentemente afectados por las inundaciones durante la temporada de monzones. Desde 2010, la región ha sufrido devastadoras inundaciones que han dejado cientos de muertos cada año. La peor inundación en los últimos 80 años se produjo en 2010, cuando las inundaciones en Pakistán dejaron como resultado más de 1.700 muertes y daños generalizados.

## Inundaciones
A partir del 31 de julio de 2013, Pakistán y partes del este de Afganistán experimentaron precipitaciones inusualmente pesadas que causó generalizadas inundaciones repentinas. Las inundaciones comenzaron a retroceder el 5 de agosto, pero la lluvia más pesada se esperó más tarde, en agosto y septiembre, el corazón de la estación de los monzones. Todas menos una zona de la provincia de Khyber Pakhtunkhwa de Pakistán fue la inundación libre el 5 de agosto, ya que la aguas retrocedieron casi tan rápidamente como habían subido.

## Los daños y las víctimas

### Pakistán
En Pakistán 80 muertes se registraron a partir del 5 de agosto; otras 30 personas resultaron heridas. El número de muertos se elevó a 83 a partir del 13 de agosto con más de 94 heridos. Las víctimas abarcaban el país, con la ciudad de Karachi, en el sur de Pakistán que está como la más afectada . En el noroeste, se registraron 12 muertes en la región tribal, ocho en la provincia de Khyber Pakhtunkhwa, y tres en la región de Cachemira. Las corrientes se movieron rápidamente llevando lejos muchas casas en la región. En el centro de Pakistán, 12 muertes fueron reportados en la provincia de Punjab. En el sur, se reportaron ocho muertes en Sindh y diez en Baluchistán. A través de Pakistán, más de 66.000 personas se vieron afectadas por la lluvia y las inundaciones resultantes. Muchas de las muertes fueron el resultado de casas derrumbadas o por electrocución de las líneas eléctricas caídas. En Karachi, los barrios pobres experimentaron inundaciones hasta la cintura y los cortes de energía generalizados. Los sistemas de drenaje y alcantarillado en la ciudad estaban atascados, haciendo que las calles se llenen de agua.

### Afganistán
Las regiones montañosas en el este y el sureste de Afganistán fueron las principales zonas afectadas por las inundaciones. En las zonas rurales del Distrito Surobi 61 personas murieron y alrededor de 500 casas de adobe fueron arrastradas a través de más de una docena de pueblos. En las provincias de Khost y Nangarhar, las inundaciones destruyeron 50 casas y miles de hectáreas de tierras de cultivo. 24 muertes se registraron en la zona. En la provincia de Nuristán, al menos 60 casas fueron destruidas en tres distritos, pero no se informó de víctimas. El 10 de agosto, al menos 22 personas más murieron en la inundación repentina cerca de Kabul. A partir del 14 de agosto la muerte de peaje se eleva por encima de 90 en el país.

## Los esfuerzos de reacción y de socorro
Nawaz Sharif, el primer ministro de Pakistán, envió a tres ministros del gabinete para inspeccionar las áreas afectadas. El jefe de la Autoridad Nacional de Gestión de Desastres Muhammad Saeed Aleem culpó al cambio climático global por las inundaciones. En el este de Pakistán, 100 camiones que transportaban suministros de socorro fueron enviados, y se establecieron 30 campamentos médicos. Las autoridades de Karachi, dijeron que tomarían al menos dos días para limpiar el desastre después que las inundaciones retrocedieron. El ejército se desplegó a Karachi, donde los ingenieros del ejército trabajaban para bombear los sistemas de drenaje bloqueados.
Funcionarios en Afganistán dijeron que no podían entregar la ayuda a algunas zonas más afectadas debido a los caminos de acceso que están controlados por los insurgentes talibanes.
El 5 de agosto, el portavoz de Naciones Unidas Martin Nesirky dijo que la ONU y sus socios humanitarios están listos en ayuda para Afganistán y Pakistán, si esto es necesario.